# Propelargonidina
Propelargonidina es un  tanino condensado formado de epiafzelechin. They yield pelargonidin when depolymerized under oxidative conditions.
Propelargonidina puede encontrarse en los rizomas del helecho Drynaria fortunei, y en (Fagopyrum esculentum), en el comestiblee Mesembryanthemum edule.

## Ejemplos
- Geranin A y B, se encuentra en Geranium niveum
- Selligueain A,en el rizoma de Selliguea feei
- el trimeric propelargonidin epiafzelechin-(4β→8)-epiafzelechin-(4β→8)-4′-O-methyl-(−)-epigallocatechin puede ser aislado de la corteza de Heisteria pallida.[4]